# Piero Pasini (giornalista)
Piero Pasini (Gropparello, 29 maggio 1926 – Bologna, 13 dicembre 1981) è stato un telecronista sportivo, giornalista radiofonico e televisivo italiano.

## Biografia
Giornalista dal 1947, è stata una delle voci più popolari della sede Rai di Bologna, dove fu assunto nel 1951.
Autore di numerosi servizi, di cronaca e di sport, era conosciuto al grande pubblico soprattutto per i commenti e i resoconti filmati riguardanti le partite del Bologna. Pasini ha lavorato sia per la radio, con Tutto il calcio minuto per minuto, sia per la televisione con il Telegiornale, 90º minuto e La Domenica Sportiva.
Nel 1972, durante i Giochi Olimpici di Monaco di Baviera, è stato testimone diretto - unico giornalista - dell'assalto compiuto al villaggio Olimpico da un commando di Settembre Nero, con l'obiettivo di prendere in ostaggio gli atleti israeliani. Riuscì a superare gli sbarramenti della polizia tedesca travestendosi da judoka.
Pasini è deceduto il 13 dicembre 1981 all'età di 55 anni, mentre svolgeva il suo lavoro: quel giorno (domenica) si disputava Bologna-Fiorentina del Campionato di Serie A. Pasini si trovava nella postazione radio dello Stadio Comunale (dal 1983 intitolato a Renato Dall'Ara) a Bologna. Fu vittima di un arresto cardiaco dopo aver raccontato il primo gol della Fiorentina segnato da Eraldo Pecci (l'incontro terminò 0-2). Solo pochi minuti prima era apparso in televisione durante il collegamento pre-partita della domenica pomeriggio, intervistando Azeglio Vicini.
Il figlio Gabriele è anch'egli giornalista e inviato di 90º minuto.
A Piero Pasini è intitolata la tribuna stampa dello Stadio Renato Dall'Ara.